# 里亚尔普
里亚尔普，是西班牙加泰罗尼亚莱里达省的一个市镇。 总面积63平方公里，总人口537人（2001年），人口密度9人/平方公里。